# Pteronymia aletta
Pteronymia aletta är en fjärilsart som beskrevs av William Chapman Hewitson 1854. Pteronymia aletta ingår i släktet Pteronymia och familjen praktfjärilar. Inga underarter finns listade.

## Bildgalleri

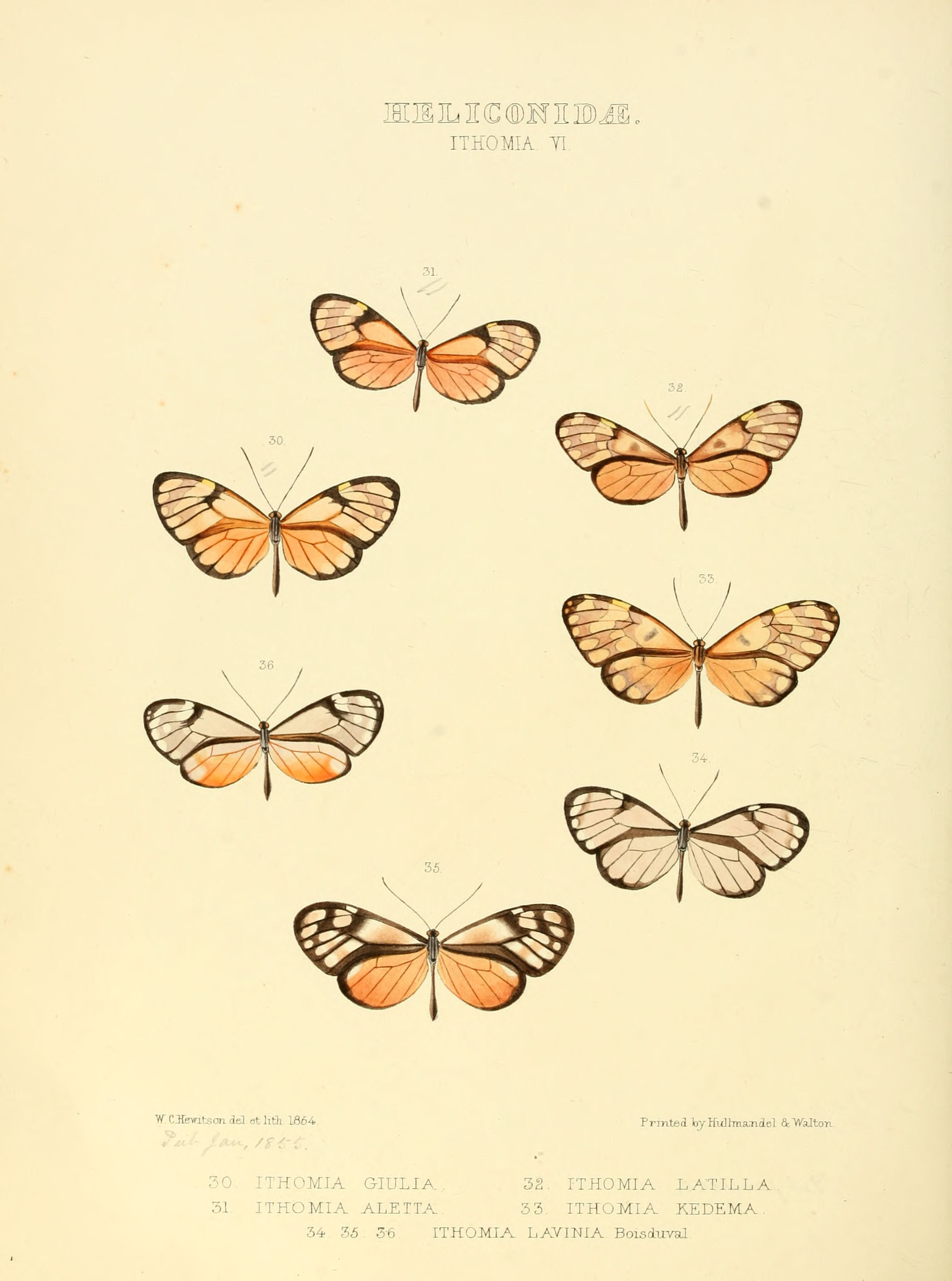
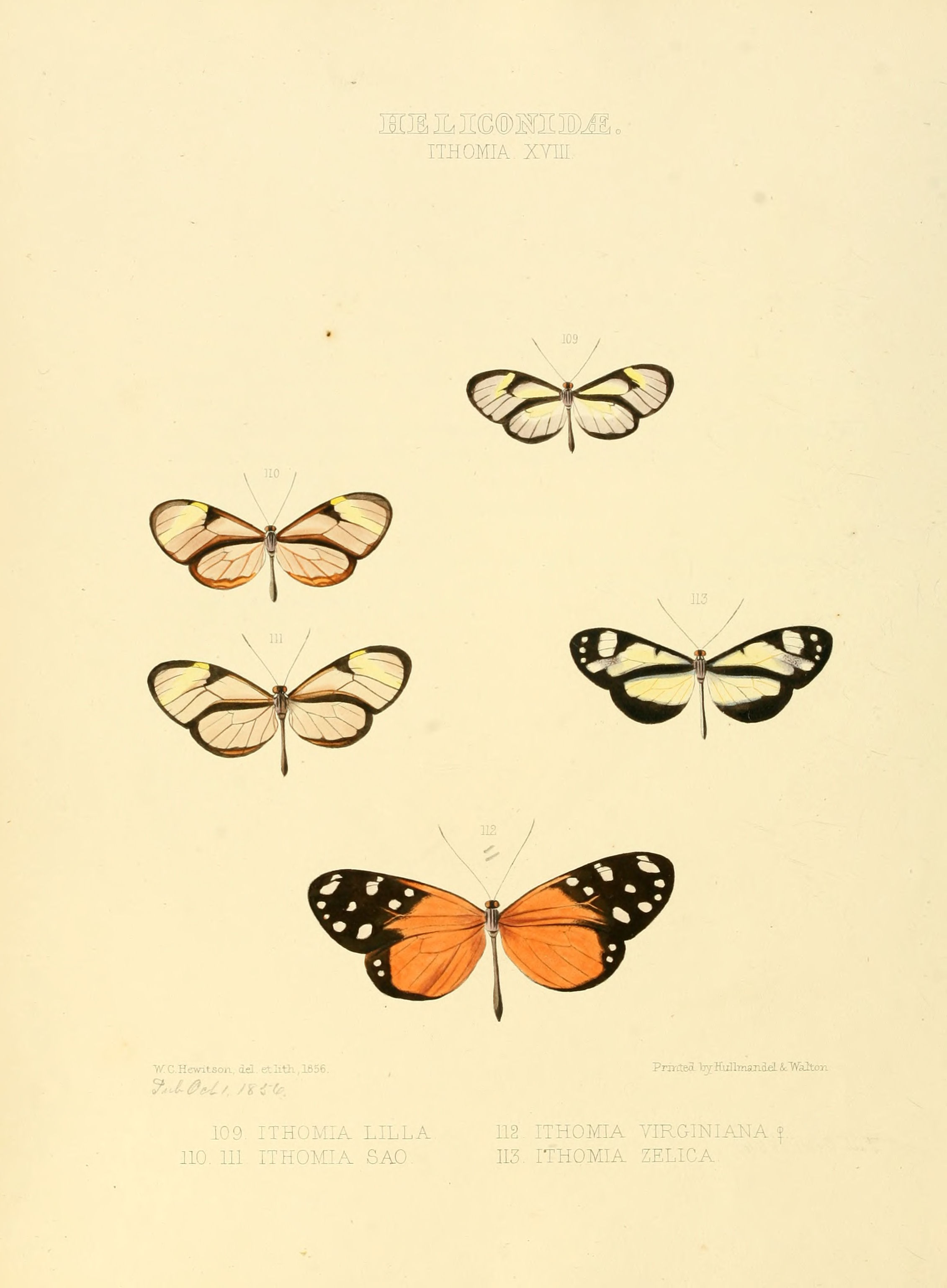
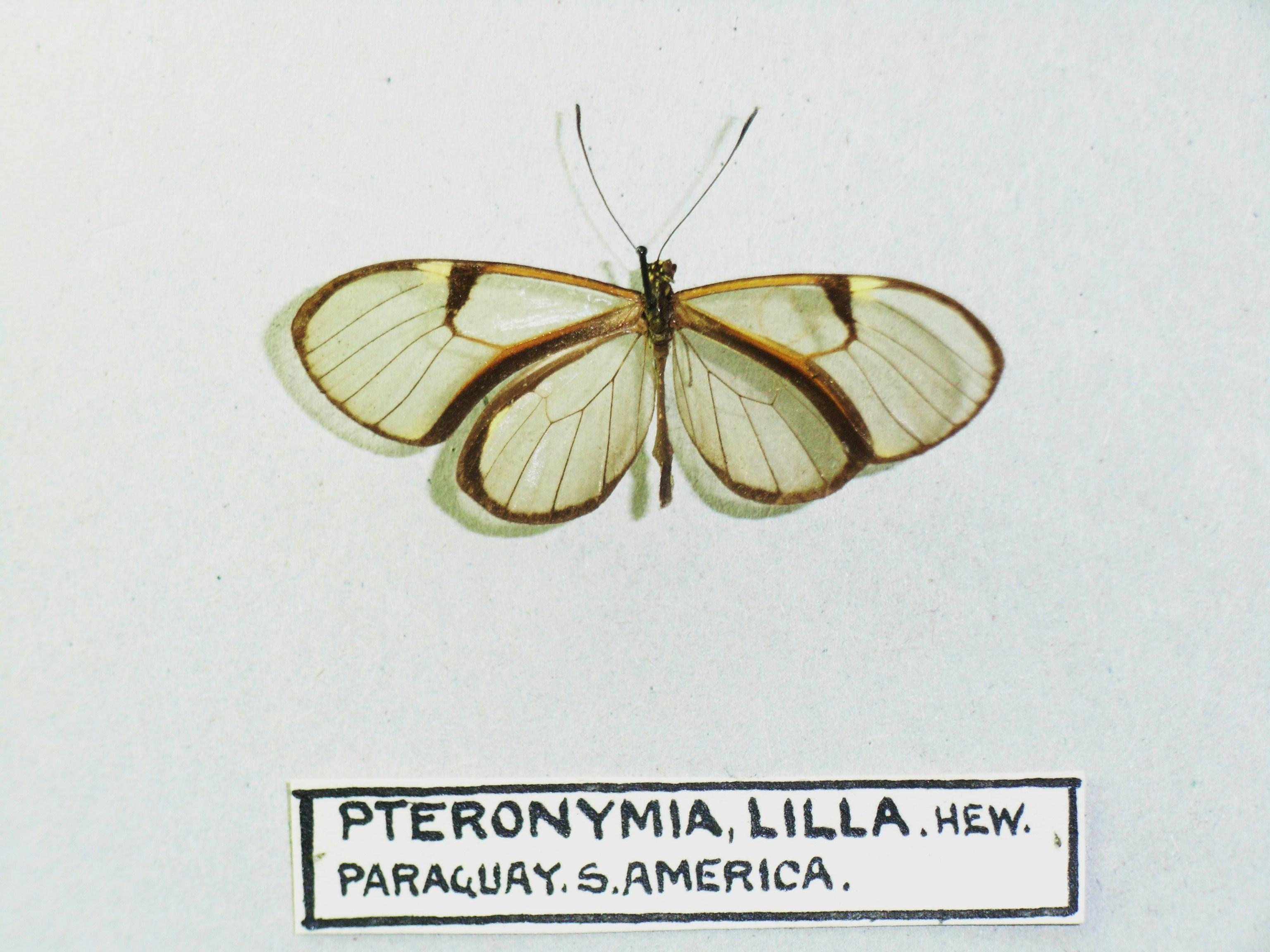